# Tannenberg (Sasko)
Tannenberg je obec v německé spolkové zemi Sasko. Nachází se v zemském okrese Krušné hory a má přibližně 1 100 obyvatel.

## Historie
První písemná zmínka o lesní lánové vsi Tannenberg pochází z roku 1411. Od roku 1952 náležela k okresu Annaberg a po správní reformě z roku 2008 k zemskému okresu Krušné hory.

## Přírodní poměry
Tannenberg leží v Krušných horách. Nejvyšším bodem obce je vrch Knochen (641 m), páteřním tokem je Zschopau. Obec není napojena na železnici.

## Správní členění
Tannenberg se dělí na 2 místní části:
- Siebenhöfen
- Tannenberg

## Pamětihodnosti
- kostel svatého kryštofa
- Paßklausenturm – věž středověkého vodního hradu
- rytířský statek